# Kowalewo Pomorskie (stacja kolejowa)
Kowalewo Pomorskie – stacja kolejowa w Kowalewie Pomorskim, w województwie kujawsko-pomorskim, w Polsce. Według klasyfikacji PKP ma kategorię dworca lokalnego.

## Ruch pasażerski
| Rok  | Wymiana pasażerska na dobę |
| ---- | -------------------------- |
| 2017 | 150-199                    |
| 2022 | 200-299                    |

Przez stację przebiegają linie kolejowe nr 353 oraz 209.